# Opoptera colombiana
Opoptera colombiana är en fjärilsart som beskrevs av Rothschild 1916. Opoptera colombiana ingår i släktet Opoptera och familjen praktfjärilar. Inga underarter finns listade i Catalogue of Life.